# Дуэ, Фредерик
Фредерик Готтскхалькк Хакстхаусен Дуэ (норв. Frederik Gottschalck Haxthausen Due; 14 апреля 1796, Тронхейм — 16 октября 1873, Кристиания, Норвегия) — норвежский политический, государственный, военный деятель, генерал-лейтенант (1839), дипломат, Премьер-министр правительства Норвегии в Стокгольме (27 февраля 1841—16 декабря 1858).

## Биография
Родился в семье купца и судовладельца. С 13-летнего возраста учился в артиллерийском училище в Копенгагене. 
В молодости поступил на военную службу и принял участие в шведско-норвежской войне 1814 года. В 1828 году женился на дочери правительственного министра Норвегии Валентина Кристиана Вильгельма Сибберна, сестре политика Георга Кристиана Сибберна.
Был назначен адъютантом сына наследника престола Карла Юхана, который впоследствии стал королем Швеции Оскаром I. Дуэ обладал прекрасными манерами, владел французским языком. Хорошие отношения с королевской семьёй привели к его стремительной карьере: в 1818 году он стал старшим лейтенантом, в 1819 году — капитаном и майором в 1822 году . В том же году был назначен заведующим канцелярией Норвежского департамента Государственного совета с титулом статс-секретаря (до 1841). Был проводником идей короля в Государственном совете. Представлял королю на французском языке все дела Государственного совета, касающиеся Норвегии. В 1839 году получил чин генерал-лейтенанта.
С 27 февраля 1841 по 16 декабря 1858 года занимал пост премьер-министра правительства Норвегии в Стокгольме. Был первым государственным министром Норвегии, который не имел дворянского происхождения.
После отставки в 1858 году был назначен послом Швеции в Вене и Мюнхене. Сохранял эти должности до выхода на пенсию в октябре 1871 года.
Почётный член Шведской королевской академии военных наук (1826). Член Королевского норвежского общества наук и литературы (1829).
Похоронен на Спасском кладбище в Осло.